# Papa Stronsay
Pour les articles homonymes, voir Papa et Stronsay.
Papa Stronsay est une île du Royaume-Uni située en Écosse dans l'archipel des Orcades.

## Description
Cette petite île de 0,74 km2 de superficie, extrêmement plate (point culminant à 13 mètres) est située à quelques centaines de mètres au nord-est de sa voisine Stronsay.

## Destination actuelle
En 1999, l'île a été achetée par la communauté monastique des Fils du Très-Saint-Rédempteur, congrégation religieuse catholique traditionnelle. En 2008, la congrégation, avec la plupart de ses membres, a été reçue dans la pleine communion avec le Saint-Siège. Le monastère du nom de Golgotha abrite quelque 25 moines et temporairement des novices étrangers. Ils sont formés au séminaire de Denton aux  États-Unis appartenant à la Fraternité sacerdotale Saint-Pierre. La congrégation possède une seconde maison en Nouvelle-Zélande. Elle est reconnue de droit diocésain (diocèse d'Aberdeen) en août 2012 par Hugh Gilbert.